# Leszek Rutkowski
Leszek Rutkowski (ur. 10 sierpnia 1952 we Wrocławiu) – polski profesor nauk technicznych, informatyk. Specjalizuje się w zagadnieniach z zakresu informatyki i robotyki (w tym rozwoju sieci neuronowych, logiki i systemów rozmytych, oraz sztucznej inteligencji). Członek korespondent krajowy Polskiej Akademii Nauk od 2004 roku, członek rzeczywisty tej instytucji od 2016 roku. Od 2022 roku członek Academia Europaea. Pracownik Wydziału Inżynierii Mechanicznej i Informatyki Politechniki Częstochowskiej. Wykładowca łódzkiej Społecznej Akademii Nauk, oraz mającej siedzibę w tym samym mieście Akademii Humanistyczno-Ekonomicznej. Należy do Polskiego Towarzystwa Sieci Neuronowych.
Absolwent Politechniki Wrocławskiej (rocznik 1977). Doktoryzował się w 1980 roku, sześć lat później uzyskał habilitację (na podstawie rozprawy naukowej zatytułowanej „Nieparametryczne procedury uczenia w sytuacjach niestacjonarnych”). Tytuł profesora nauk technicznych nadano mu w 1995 roku.
Doktor honoris causa Akademii Górniczo-Hutniczej w Krakowie. Tytuł ten otrzymał w 2014 roku w uznaniu wybitnych osiągnięć naukowych w obszarze sztucznej inteligencji, a w szczególności systemów neuronowo-rozmytych, oraz za wieloletnią bliską współpracę z AGH w zakresie rozwijania tego obszaru wiedzy i promowanie kadr naukowych.
Uhonorowany dyplomem IEEE Fellow, odznaczony Medalem Komisji Edukacji Narodowej (1996), oraz Krzyżem Kawalerskim Orderu Odrodzenia Polski (2011).